# Martin Rettl
Martin Rettl (Innsbruck, 25 de novembro de 1973) é um piloto de skeleton austríaco. Ele conquistou uma medalha de prata olímpica em 2002. Rettl também disputou os Jogos Olímpicos em 2006, terminando a competição na 13.ª posição.